# Boulevard Puerto Aéreo
Boulevard Puerto Aéreo è una fermata della metropolitana di Città del Messico, nel passato era conosciuta con il nome di "Aeroporto" poiché al momento di essere costruita questa era la più vicina all'aeroporto internazionale della capitale.
Nel 1985 si è costruita la fermata "Terminal Aerea" della linea 5 e questa si trova nell'entrata dell'aeroporto diventando così la più vicina.
Dopo diversi anni, nel 1997 si è presa la decisione di cambiare il nome in "Boulevard Puerto Aereo" per evitare confusione.
Il nuovo nome venne preso dal Viale che si incrocia con il Viale Ignacio Zaragoza e che connette l'aeroporto con Città del Messico.